# Ambrozijn (mythologie)

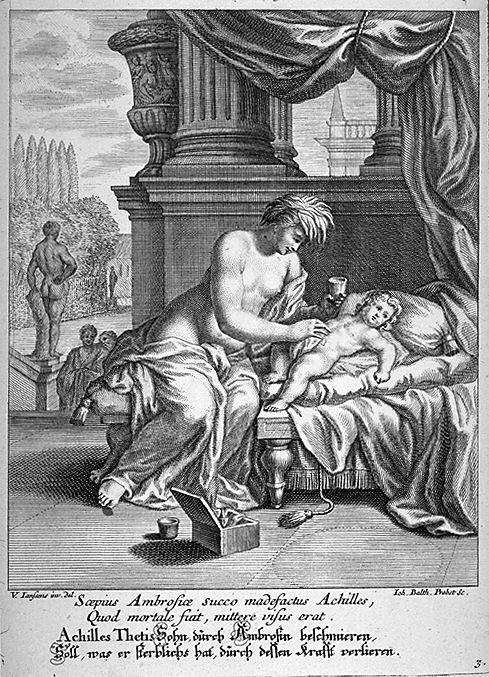
Thetis smeert Achilles met ambrozijn in. Een ets van Johann Balthasar Probst

In de Griekse mythologie is ambrozijn (Grieks: ἀμβροσία, ambrosia) het voedsel dan wel de drank van de goden.
In de Hindoemythologie kent men ook amrita, de drank die de goden onsterfelijk maakt.
De twee woorden kunnen afgeleid zijn van dezelfde Indo-Europese vorm *ṇ-mṛ-to- : onsterfelijk (n- : ontkennend voorvoegsel, gelijk aan het Griekse en Sanskriet voorvoegsel a- ; mṛ : ablaut van *mer- : sterven; en -to- : bijvoeglijk achtervoegsel).
De bevinding dat "ambrozijn" is afgeleid van het Griekse voorvoegsel a- ("niet") en het woord brotos ("sterfelijk"), en daardoor het voedsel dan wel de drank van de onsterfelijken is, is volgens bepaalde taalwetenschappers niet meer dan toevallig.